# Smittia longirostris
Smittia longirostris är en tvåvingeart som beskrevs av Maurice Emile Marie Goetghebuer 1937. Smittia longirostris ingår i släktet Smittia och familjen fjädermyggor.
Artens utbredningsområde är Frankrike. Inga underarter finns listade i Catalogue of Life.